# Project A119

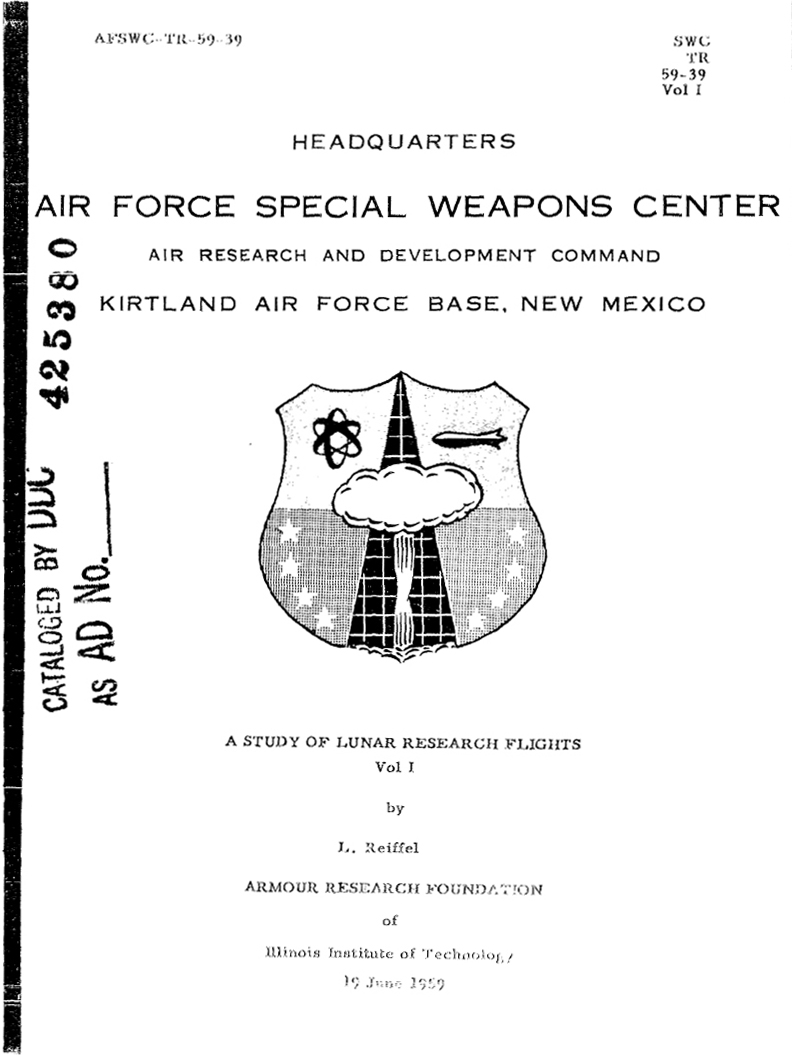
Voorkant van A Study of Lunar Research Flights-Vol. 1

Project A119, ook wel bekend als A Study of Lunar Research Flights ("Een studie naar onderzoeksvluchten op de maan") was een geheim plan van de United States Air Force (USAF) in de jaren vijftig om op de maan een atoombom tot ontploffing te brengen. De bedoeling was om de Amerikaanse bevolking een moreel opkikkertje te geven, nadat de toenmalige Sovjet-Unie een voorsprong in de ruimterace had gekregen na de lancering van de Spoetnik 1, op 4 oktober 1957. Deze ruimterace was een onderdeel van de toen heersende Koude Oorlog. Het project werd nooit uitgevoerd, onder meer omdat men bang was voor de gevolgen als de missie mislukte. Het bestaan van het project werd in 2000 bevestigd door een voormalige baas van NASA die het project indertijd leidde: Leonard Reiffel.

## Spoetnikcrisis
De succesvolle lancering van de Spoetnik 1 en de mislukte pogingen van de Amerikanen om ook een satelliet in de ruimte te brengen leidden tot een psychologische crisis in Amerika: men voelde zich ineens kwetsbaar voor de (nucleaire) macht van Rusland en was bang voor een atoomaanval. Deze 'Spoetnikcrisis' leidde onder meer tot een 'ruimterace': de Amerikanen wilden er van alles aan doen om hun vermeende superioriteit in de ruimtevaart en militaire technologie te herstellen. Deze inspanningen leidden uiteindelijk tot de lancering van de Explorer 1 en de oprichting van de NASA en DARPA. In mei 1958 begon de Armour Research Foundation van het Illinois Institute of Technology in opdracht van de USAF in het geheim te onderzoeken wat de potentiële gevolgen zijn van een atoomexplosie op de maan. Het doel was uiteindelijk om een atoombom te detoneren op een plek, die vanaf de aarde goed te zien zou zijn. Dit om de Russen wat spierballen te tonen en de Amerikanen wat moed te geven.
Het idee voor een nucleaire explosie op de maan kwam niet uit de lucht vallen. Al in februari 1957 deed de vader van de waterstofbom, Edward Teller, de suggestie atoombommen op de maan en in de buurt ervan te detoneren om de effecten te kunnen onderzoeken. Later dat jaar stond in de kranten het gerucht dat de Russen van plan waren een waterstofbom op de maan te laten ontploffen op 7 november, de dag dat er een maansverduistering zou zijn. Dit om de Oktoberrevolutie te vieren. In deze berichten stond ook, dat als de raket met lading de maan zou missen, deze zou terugkeren naar aarde.

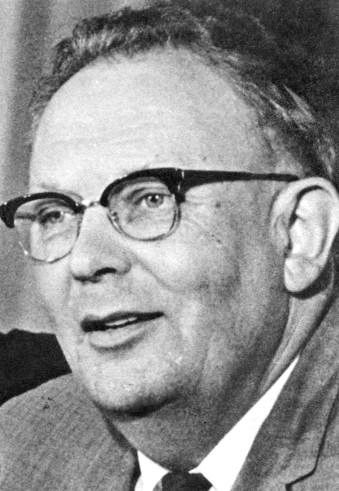
Gerard Kuiper

## Onderzoek
Aan het instituut werd een onderzoeksteam van tien man samengesteld, dat onder leiding van Reiffel stond. Leden van het team waren onder meer de Nederlandse astronoom Gerard Kuiper en een van diens studenten, Carl Sagan. Doel van het onderzoek was onder andere de zichtbaarheid van de explosie vast te stellen, alsook de gevolgen voor het maanoppervlak. Sagan was belast met het wiskundige onderzoek naar de verwachte stofwolk in de ruimte rond de maan. Als plaats van de explosie had men de donkere kant van de dag-nachtgrens in gedachte, net zoals de Russen dat van plan zouden zijn geweest. De atoombom zou bij het inslaan ontploffen en, zo dacht men, de door de zon verlichte stofwolk zou de ontploffing zichtbaar maken. Als atoombom koos men uiteindelijk voor de kleine W25 (1,7 kiloton): deze was met zijn gewicht van circa 100 kilo niet zo zwaar. Volgens Reiffel kon de missie dankzij de voorspoedige ontwikkeling van intercontinentale raketten al in 1959 worden uitgevoerd.

## Project afgeblazen
In januari 1959 zette de USAF het project stop, omdat men onder meer bang was voor de gevolgen als de missie zou mislukken. Volgens Reiffel was men ook beducht voor de gevolgen van nucleaire fall-out voor toekomstige maanmissies en eventuele kolonisatie van de maan. Later bleek, dat de Russen inderdaad een project hadden om op de maan een atoombom te detoneren. Dit project werd eveneens afgeblazen vanwege onzekerheden over de veiligheid en betrouwbaarheid van de raket.

## Geheimhouding
Het bestaan van Project A119 heeft de USAF en de Amerikaanse overheid altijd geheimgehouden. Pas in het midden van de jaren negentig ontdekte de schrijver Keay Davidson het bestaan ervan, toen hij onderzoek deed voor een biografie over Carl Sagan. In diens sollicitatie naar een academische functie bij het Miller Institute van de Universiteit van California gaf Sagan informatie door twee geheime rapporten van het project te noemen: Possible Contribution of Lunear Nuclear Weapons Detonations to the Solution of Some Problems in Planetary Astronomy (1958) en Radiological Contamination of the Moon by Nuclear Weapons Detonations (1959). Ook 'lekte' Sagan in 1961 de titel van een rapport uit 1958: Cosmic Radiation and Lunar Radioactivity. De biografie over Sagan en een recensie erover in het blad 'Nature', brachten Reiffel ertoe uit de anonimiteit te stappen. Hij schreef een brief aan het blad, waarin hij inging op bijzonderheden van het project. Ook nam hij er afstand van. De onthulling van het project leidde tot veel publiciteit. Na een Freedom of Information-verzoek kwam het rapport A Study of Lunar Research Flights boven water. Ook werd duidelijk dat het Illinois Institute of Technology de zeven andere rapporten van het project in de jaren tachtig door de papierversnipperaar had geduwd, waaronder de door Sagan genoemde rapporten.

## Gevolgen
In 1958 en de jaren erna voerden Amerika en Rusland verschillende nucleaire explosies uit op grote hoogte. In de jaren zestig kwam daar een einde aan, evenals aan het ontwikkelen van plannen om in de ruimte, zoals op de maan, atoombommen te laten ontploffen door verschillende verdragen. In 1963 ondertekenden Amerika, Rusland en Engeland het Limited Nuclear Test Ban Treaty en in 1967 volgde het Ruimteverdrag. Het zelfvertrouwen van de Amerikanen in hun ruimtevaart- en militaire technologie werd in de loop van de jaren zestig hersteld door het Apolloprogramma, dat uiteindelijk leidde tot landingen op de maan.